# 哈特福德 (密蘇里州)
哈特福德（英語：Hartford）是位於美國密蘇里州帕特南縣的非建制地區。

## 歷史
哈特福德的郵局於1851年設立，其後於1900年停運。

## 地理
哈特福德所處的海拔為高於海平面300米（即984英呎），而該地所採用的時區為UTC-6，即北美中部時區（CST）。同時該地設有夏令時間，為UTC-6調快一小時，即UTC-5（CDT）。